# Baby Invasion
Pour plus de détails, voir Fiche technique et Distribution.
Baby Invasion est un film américain écrit et réalisé par Harmony Korine et produit par sa société EDGLRD. Il suit une bande de criminels qui s'infiltrent dans des villas luxueuses et dont les visages ont été échangés avec celui de bébés générés par intelligence artificielle. Harmony Korine a réalisé son film comme un jeu de tir à la première personne contenant des éléments interactifs.
Il est présenté en première mondiale au 81e Festival international du film de Venise, le 31 août 2024 puis au Fantastic Fest 2024, le 23 septembre de la même année.

## Synopsis
Dans un jeu de tir à la première personne ultra réaliste diffusé sur le dark web, un groupe de mercenaires déguisés avec des visages de bébé envahit des maisons luxueuses dans l'intention de commettre des méfaits.

## Fiche technique
Sauf indication contraire, les informations mentionnées dans cette section peuvent être confirmées par la base de données cinématographiques IMDb,  présente dans la section « Liens externes ».
- Titre français : Baby Invasion
- Réalisation : Harmony Korine
- Musique : Burial
- Costumes : Lina Palacios
- Photographie : Joao Rosa
- Montage : Adam Robinson, Leo Scott
- Pays de production :  États-Unis
- Format : Couleurs
- Genre : action, horreur, science-fiction
- Durée : 80 minutes
- Date de sortie : Dates sujettes à modification
  - Italie : 31 août 2024 (Mostra de Venise)
  - France : 20 mars 2025 (en VàD)